# Перехожук Сергій Павлович
Сергій Перехожук  (11 лютого 1967, Іванівка — 23 квітня 2025, Ірпінь) — художник, член Київського кобзарського цеху.

## Біографія
Сергій Перехожук народився 1967 року в учительській сім'ї в селі Іванівці Коростенського району на Житомирщині. Прадід учив хлопчика майструвати. Сергій любив малювати і мріяв стати художником. 11-річним хлопчиком вступив до Республіканської середньої спеціалізованої художньої школи імені Т. Г. Шевченка, що в Києві. Працював у археологічних експедиціях на розкопках скіфських курганів, де познайомився з кобзарем Миколою Будником.
Рік пропрацював викладачем у художній школі в Коростені, потім два роки служив у армії. По службі в армії вступив на четвертий курс Кримського художнього училища в Сімферополі. А в 1989 році був зарахований до Київського художнього інституту (нині академія), на факультет монументального живопису. Перехожук учився в майстерні відомого монументаліста Миколи Стороженка.
Помер від важкої хвороби вночі 23 квітня 2025. Поховали його 25 квітня в Ірпені.

## Мистецький доробок
- Різьблення іконостасу для Покровської церкви (1766) на Подолі.
- Реставрував розпис у церкві Миколи Притиска (1631) (теж на Подолі). Як художник-реставратор прагне відродити дух храмового українського малярства домосковської доби, поєднати кілька стилів у самобутньому оздобленні церкви.
- Захоплюється виготовленням народних інструментів — під впливом кобзаря Миколи Будника виготовив ліру, кобзу, бандуру, торбан, західноєвропейський середньовічний музичний інструмент — ребек.
- Розпис нової церкви в Немішаєвому.